# Finnlandisierung

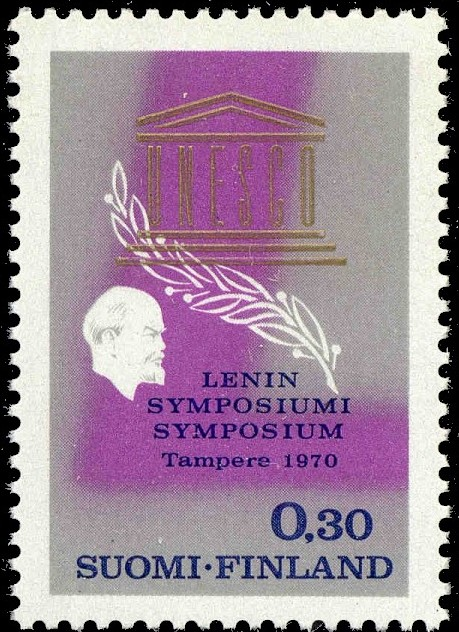
Eine 1970 anlässlich Lenins 100. Geburtstag und des Lenin-Symposiums in Tampere herausgegebene finnische Briefmarke

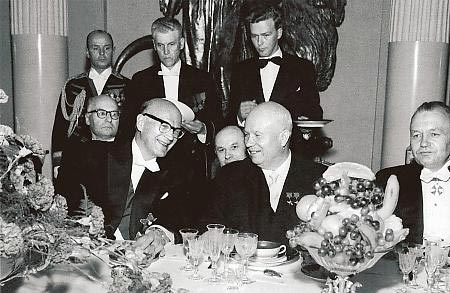
Nikita Chruschtschow (Mitte) auf Urho Kekkonens (links) 60. Geburtstag

Finnlandisierung ist ein politisches Schlagwort, das die machtpolitischen Verhältnisse zweier benachbarter Staaten beschreibt. Es wird für den Einfluss verwendet, den ein mächtiger Nachbarstaat auf seinen kleineren Nachbarstaat und dessen Politik ausübt.
Der Begriff entstand im Kalten Krieg als Kritik an der Politik der sozialliberalen Regierung der Bundesrepublik Deutschland gegenüber der Sowjetunion („Neue Ostpolitik“). Das Schlagwort bezieht sich auf die Bemühungen eines Landes, Neutralität zu wahren und zugleich gute Beziehungen zu einem mächtigen Nachbarstaat zu pflegen, wie es während des Ost-West-Konfliktes von Finnland gegenüber der Sowjetunion praktiziert wurde.
Finnland, das seit 1809 ein autonomes Großherzogtum im Russischen Reich war, erklärte sich nach der russischen Oktoberrevolution (6. Dezember 1917) für unabhängig. Nach dem sowjetisch-finnischen Winterkrieg 1939/40 und den folgenden Gebietsverlusten (Karelien) griff die Republik Finnland 1941 gemeinsam mit deutschen Truppen im sogenannten Fortsetzungskrieg die Sowjetunion an. Im September 1944 wurde ein Waffenstillstand geschlossen, am 10. Februar 1947 ein Friedensvertrag unterzeichnet, in dem Finnland weitere Gebiete an die Sowjetunion abtreten musste. Am 6. April 1948 folgte der Finnisch-Sowjetische Vertrag.
Bis zum Beitritt in den Europarat 1990 (nach dem Fall des Eisernen Vorhanges) blieb Finnland strikt neutral und wurde deshalb oft wegen „vorauseilenden Gehorsams“ gegenüber der Sowjetunion kritisiert. Die Autorin Sofi Oksanen sprach 2014 rückblickend von einem Zustand „verminderter Selbstständigkeit, angenagter Demokratie und abgewürgter Meinungsfreiheit“.
In Deutschland wurde der Begriff vor allem von Franz Josef Strauß, unter anderem Kanzlerkandidat der CDU/CSU 1980, verwendet, der für eine enge Bindung Deutschlands an die USA stand. Damit kritisierte er die Ostpolitik von Egon Bahr und Willy Brandt. Ursprünglich wurde dieser Begriff von den Politikwissenschaftlern Walter Hallstein und Richard Löwenthal geprägt, die das Risiko thematisierten, die US-Truppen könnten aus Deutschland abgezogen werden. In den Sicherheits- und Rüstungsdebatten der 1970er und 1980er Jahre wurde Finnlandisierung zum politischen Kampfbegriff, der vor dem Ziel warnte, Deutschland zu einem zwar wiedervereinigten, aber „neutralisierten“ Land zu machen. Auch in Finnland selbst wurde der Begriff verwendet, als während der Ära des finnischen Präsidenten Kekkonen gegenüber der Sowjetunion ein besonders freundschaftliches Verhältnis aufgebaut wurde. Kekkonen war vom 17. März 1950 bis 17. November 1953 und vom 20. Oktober 1954 bis 17. Februar 1956 Ministerpräsident und danach bis zum 26. Oktober 1981 Staatspräsident.
In Japan, wo Ministerpräsident Nakasone nach seinem Amtsantritt 1980 betont antisowjetische Töne anschlug und wiederholt eindringlich vor der Finnlandisierung seines Landes warnte, setzte sich 1981 der berühmte – zeitweilig auch an der FU Berlin lehrende – Literat und Kommentator Katō Shūichi in einem Artikel „Neubewertung der Finnlandisierung“ (フィンランド化再考, Finrando-ka saikō) für eine positive Neubesetzung dieses Begriffs (als eine vielversprechende Form der Friedenspolitik) ein. Sein Kollege Eiichi Tanizawa konterte, dass Finnland sich nur deshalb mehr Freiheit als die osteuropäischen Sowjet-Vasallen bewahrt habe, weil es immer wieder entschlossenen militärischen Widerstand gegen sowjetische Besetzungsversuche geleistet habe; selbst so ein bescheidenes nationales Ziel wie Finnlandisierung sei nur durch Wehrhaftigkeit zu erreichen.
Anlässlich des russischen Überfalls auf die Ukraine im April 2022  begann das finnische Parlament mit der formalen Diskussion über einen Beitritt zur NATO, und am 4. April 2023 wurde der Beitritt Finnlands zur NATO ratifiziert.